# Merkur (byggsats)
Merkur är en byggsats av metall byggd i Tjeckoslovakien (senare Tjeckien). Den kallades också Constructo eller Build-O i engelsktalande länder och Tecc i Nederländerna.
Till skillnad från Erector/Meccano, som baserades på tum, använde Merkur metersystemet. Det finns 1x1 cm raster av anslutningshålen på byggnadsdelar, anslutna med M3,5 skruvar.
Varumärket lanserades 1920 och produktionen pågick fram till 1940 då andra världskriget satte stopp för produktionen. Den återupptogs 1947. Det privata företaget lades ner och dess tillgångar nationaliserades av Tjeckoslovakien 1953. Merkurleksakerna tillverkades under hela den kommunistiska perioden och exporterades över hela Europa. Företaget privatiserades av några av de tidigare anställda efter 1989, men gick i konkurs 1993. Senare köpte Jaromír Kříž ut företaget och efter tre år hade han fått igång produktionen.
Fabriken och Merkurmuseet är beläget i Police nad Metují, Tjeckien.
Merkur tillverkar också ett brett utbud av leksaker, inklusive metalltåg i 0-skala och ångmaskiner.